# Viazul
Viazul es una empresa de ómnibus (guagua, bus) de Cuba. Presta servicio en todo el país. Nacida en 1996 para satisfacer necesidades de un segmento importante del mercado en frontera, Viazul consolida en sus servicios las rutas que ya recorren todo el país. 
Desde finales de 1999 adelantó la modernización de su flota, incluida la utilización de los avances en la tecnología informática en diversas operaciones.  
Cuentan con una flota de ómnibus de la marca china Yutong Bus de alto confort y categoría cinco estrellas, en estos momentos pendiente a una actualización de la flota tal como ocurrió en la Empresa de Ómnibus Nacionales 
Con más de 20 salidas diarias hacia los principales centros urbanos y polos del país, esta entidad cuenta ya con la certificación que avala la calidad integral de su gestión en correspondencia con los requisitos establecidos en la norma ISO 9000, que en Cuba ampara la Oficina Nacional de Normalización.

## Destinos principales
Habana - Santiago de Cuba
Trinidad - Santiago de Cuba
Habana - Viñales
Habana - Holguín
Habana - Trinidad
Habana - Varadero
Santiago de Cuba - Baracoa
Varadero - Santiago de Cuba
Varadero-Trinidad
Santiago de Cuba - Baracoa